# O Polsce
O Polsce (oryg. niem. Über Polen) – zbiór artykułów Heinricha Heinego z 1822 roku.
Artykuły Über Polen były publikowane na łamach berlińskiego czasopisma Der Gesellschafter oder Blätter für Geist und Herz, jako pokłosie pobytu poety na terenie Wielkopolski, Kujaw i obecnej zachodniej Białorusi. Heine przebywał m.in. w Poznaniu oraz w majątku Świątkowo należącym do Stanisława Brezy, przyjaciela poety. W artykułach podsumował swoje spostrzeżenia na temat Polski i Polaków, w tym kultury i sztuki. Istotne są m.in. wzmianki o życiu teatralnym Poznania. 
W 1913 (wznowienie 1924) ukazało się zbiorcze wydanie tekstów w języku polskim nakładem Wilhelma Zukerkandla, zatytułowane O Polsce, w tłumaczeniu Stanisława Rossowskiego. W 2014 wydano też tłumaczenie białoruskie (przełożył Jauhien Białasin).
W swoim dziele Heine charakteryzuje Poznań, jako posępną i smutną stolicę Wielkiego Księstwa Poznańskiego. Ludność zamieszkującą Wielkopolskę określa jako Mischvolk, czyli mieszaninę Polaków i Niemców, koegzystujących w dziwny sposób obok siebie, konkurujących w równolegle wydawanych gazetach, czy trupach teatralnych dających spektakle na jednej scenie, ale osobno. Skrytykował m.in. poziom niemieckich teatrów w Poznaniu, jednocześnie chwaląc polskie i podziwiając patriotycznie usposobioną publiczność – gorący entuzjazm do wszystkiego, co niemieckie, w tym sarmackim powietrzu ulatnia się i oziębia. We wnioskach zawartych w końcowej części utworu Heine postuluje usunięcie z Poznania mieszaniny narodów, ze szczególnym uwzględnieniem niemieckich Prusaków, ponieważ to Polacy są duchowymi przywódcami miasta. 